# Ernst Fromm (Politiker)
Ernst Fromm (* 2. Februar 1881 in Hamburg; † 12. April 1971 in Berlin-Dahlem) war ein deutscher Staatswissenschaftler und Politiker (NSDAP). Fromm trat zum 1. Januar 1932 in die NSDAP ein (Mitgliedsnummer 856.098), er wirkte als Regierungspräsident in Potsdam (1933–1937) und als preußischer Landrat in Oschersleben (Bode) (1943–1945), Provinz Sachsen.